# Apis mellifera adansonii
Sous-espèce
Apis mellifera adansonii est une sous-espèce d'abeille à miel originaire d'Afrique. Elle fait partie des nombreuses espèces d'abeilles africaines et doit son nom à Michel Adanson.

## Répartition
Elle est présente en Afrique de l'Ouest et Afrique centrale. Elle est abondante en milieu sauvage : forêt et brousse, notamment sur le baobab (Adansonia digitata).

## Description
Apis mellifera adansonii se reconnait à des poils et des ailes plus courtes que les autres races et à une trompe et des pattes plus longues.
Les alvéoles des ruches sont un peu plus petites (4,8 mm pour les femelles et 6,2 mm pour les mâles) que celle des autres abeilles, ce qui protège cette espèce du varroa dans les alvéoles d'ouvrières. Dans les zones où le varroa est présent, il suffit de supprimer le couvain de mâles dès qu'il apparaît pour se débarrasser du varroa.
L'espacement entre les rayons est également plus court (32 mm au lieu de 35).

## Biologie
Son développement est légèrement plus rapide, surtout au stade larvaire. Une reine se développe en 14 à 16 jours et une ouvrière en 18 à 20 jours.

## Comportement
Adansonii peut voler à des températures et des intensités lumineuses plus basses que les autres abeilles. L'espèce s'est en fait adaptée à la flore africaine qui libère du nectar aux heures les plus fraîches de la journée voire de la nuit. En revanche, ces abeilles restent souvent dans la ruche aux heures les plus chaudes (de 11 h à 16 h) ou sort uniquement pour aller chercher de l'eau dont elles ont besoin en grande quantité (les apiculteurs africains mettent à disposition généralement 1 litre d'eau par jour et par ruche à proximité de leur rucher en veillant à disposer des zones d'atterrissage car adansonii est mauvaise nageuse).

## Prédateurs
L'espèce vole plus rapidement (surtout au départ de la ruche) et plus en zigzag que les autres espèces probablement pour mieux éviter les prédateurs plus nombreux notamment les oiseaux (guêpier), les lézards et les insectes (fourmis, termites, frelons Palarus latifrons et philanthe apivore). Cependant, elle est résistante aux acariens grâce à un comportement de nettoyage exceptionnel mais cela ne les protège hélas pas de la chasse au miel pratiquée par les hommes qui détruisent ainsi de nombreuses colonies.
Adansoni a de nombreux caractères communs avec Apis mellifera scutellata.

## A. m. adansonii en apiculture
L'espèce forme des colonies de faible volume. La ruche Langstroth convient le mieux mais l'ajout de hausses est parfois mal accepté. Les feuilles de cires gaufrées sont également mal acceptées et il vaut mieux ne mettre que des amorces aux cadres. Dans les zones où les termites sont présents, les ruches Vautier en ciment sont plus adaptées.
Adansonii a un excellent sens de l'orientation et on peut déplacer une ruche de 5 à 10 m sans que cela la perturbe.
Pour éviter les dérives, source d'agressivité, on conseille de disposer les ruches à 3 ou 4 m les unes des autres.
Le trou d'entrée de la ruche ne doit pas excéder 9 mm afin d'éviter l'entrée de gros scarabées et du sphinx à tête de mort. La fausse-teigne et les fourmis restent un problème pour les ruches faibles. De petits réservoirs remplis d’huile de vidange sont parfois placés sur les pieds des supports de ruches pour empêcher les termites et les fourmis de monter jusqu’à la ruche.
Adansonii peut produire une quinzaine de kilos de miel par an. Notamment du miel de mangrove (miel de nectar en avril et miel de miellat en juillet. Les miellées sont assez longues (3 mois).
Apis Adansonii est très "volatile" (envol immédiat de toutes les abeilles âgées et mise en paquet extérieur des plus jeunes à la moindre manipulation des cadres). Une vaporisation à l’eau des jeunes abeilles colle momentanément leurs ailes, ce qui permet de les maintenir dans la ruche.

### Une espèce agressive, déserteuse et essaimeuse
Adansonii est réputée agressive. Elle peut piquer sans raison et attaquer en masse.
Si on dérange trop une colonie (intervention trop longue ou transport trop cahoteux), elle peut très rapidement déserter la ruche et ne plus y revenir quitte à abandonner son couvain.
Elle a une forte tendance à l'essaimage (plusieurs fois par an !). Cela s'explique par différents facteurs tels que : 
- forte prédation,
- sécheresse,
- incendie,
- parasitage de la ruche
- et manque de ressources florales.

L’essaimage est le plus fréquent en début de saison sèche (novembre), période où les floraisons sont abondantes puis mars-avril, fin de saison sèche où le manque de ressources entraîne la désertion des colonies.
La forte fécondité et l'efficacité du butinage font aussi que les colonies grossissent plus vite et doivent donc plus souvent se diviser par manque de place dans les ruches. Une parade consiste à diviser régulièrement les ruches de façon à créer des essaims artificiels qui seront ainsi conservés par l'apiculteur.
Du fait de ces essaimages fréquents, il suffit de laisser une ruche vide au bon endroit et elle est souvent rapidement colonisée par un essaim. Il suffit de l'enduire de vin de palme très sucré, jus de canne à sucre, huile de palme mélangée à du sel, pâte ou farine de manioc, citronnelle qu’on frotte sur les parois. La cire d’abeille liquide ou en feuille préparée dans une infusion de citronnelle est le moyen le plus efficace.
Pour échapper à l'agressivité des colonies, les apiculteurs africains interviennent en général de nuit sur leurs ruches. L'obscurité et la fraîcheur de la nuit limitent en effet les attaques.

### Principales espèces mellifères pour A. adansonii
- Eucalyptus
- Fromager
- Kapokier
- Neem
- Karité
- Néré
- Manguier